# Джакомо Лозі
Джакомо Лозі (італ. Giacomo Losi; 10 вересня 1935, Сончино — 4 лютого 2024) — італійський футболіст, захисник. По завершенні ігрової кар'єри — футбольний тренер.
Як гравець насамперед відомий виступами за клуб «Рома», а також національну збірну Італії.
Дворазовий володар Кубка Італії. Володар Кубка ярмарків.

## Клубна кар'єра
У дорослому футболі дебютував 1952 року виступами за команду клубу «Кремонезе», в якій провів два сезони, взявши участь у 68 матчах чемпіонату.
1954 року перейшов до клубу «Рома», за який відіграв 15 сезонів. Більшість часу, проведеного у складі «Роми», був основним гравцем захисту команди. Завершив професійну кар'єру футболіста виступами за команду «Рома» у 1969 році

## Виступи за збірні
Залучався до складу молодіжної та другої збірних команд Італії. У кожній з цих команд провів по 2 офіційних гри.
1960 року дебютував в офіційних матчах у складі національної збірної Італії. Протягом кар'єри у національній команді, яка тривала усього 3 роки, провів у формі головної команди країни 11 матчів. У складі збірної був учасником чемпіонату світу 1962 року у Чилі.

## Кар'єра тренера
Розпочав тренерську кар'єру невдовзі по завершенні кар'єри гравця, 1972 року, очоливши тренерський штаб клубу «Туррис».
В подальшому очолював команди клубів «Лечче», «Алессандрія», «Барі», «Банко ді Рома», «П'яченца» та «Віртус Казарано».
Останнім місцем тренерської роботи був клуб «Ночеріна», команду якого Джакомо Лозі очолював як головний тренер до 1983 року.
| Дата       | Місто     | Господарі | Результат | Гості             | Турнір               | Голи | Примітки |
| ---------- | --------- | --------- | --------- | ----------------- | -------------------- | ---- | -------- |
| 13-3-1960  | Барселона | Іспанія   | 3 – 1     | Італія            | товариський матч     | -    |          |
| 10-12-1960 | Неаполь   | Італія    | 1 – 2     | Австрія           | товариський матч     | -    |          |
| 25-4-1961  | Болонья   | Італія    | 3 – 2     | Північна Ірландія | товариський матч     | -    |          |
| 24-5-1961  | Рим       | Італія    | 2 – 3     | Англія            | товариський матч     | -    |          |
| 15-6-1961  | Флоренція | Італія    | 4 – 1     | Аргентина         | товариський матч     | -    |          |
| 15-10-1961 | Тель-Авів | Ізраїль   | 2 – 4     | Італія            | Відбір до ЧС 1962    | -    |          |
| 4-11-1961  | Турин     | Італія    | 6 – 0     | Ізраїль           | Відбір до ЧС 1962    | -    |          |
| 5-5-1962   | Флоренція | Італія    | 2 – 1     | Франція           | товариський матч     | -    |          |
| 13-5-1962  | Брюссель  | Бельгія   | 1 – 3     | Італія            | товариський матч     | -    |          |
| 31-5-1962  | Сантьяго  | Італія    | 0 – 0     | Німеччина         | ЧС 1962 - 1/8 фіналу | -    |          |
| 31-5-1962  | Сантьяго  | Італія    | 3 – 0     | Швейцарія         | ЧС 1962 - 1/8 фіналу | -    |          |
| Усього     |           | Матчів    | 11        |                   | Голів                | 0    |          |

## Титули і досягнення
- Володар Кубка Італії (2):

«Рома»: 1963/64, 1968/69
- Володар Кубка ярмарків (1):

«Рома»: 1960/61